# Brandtunna

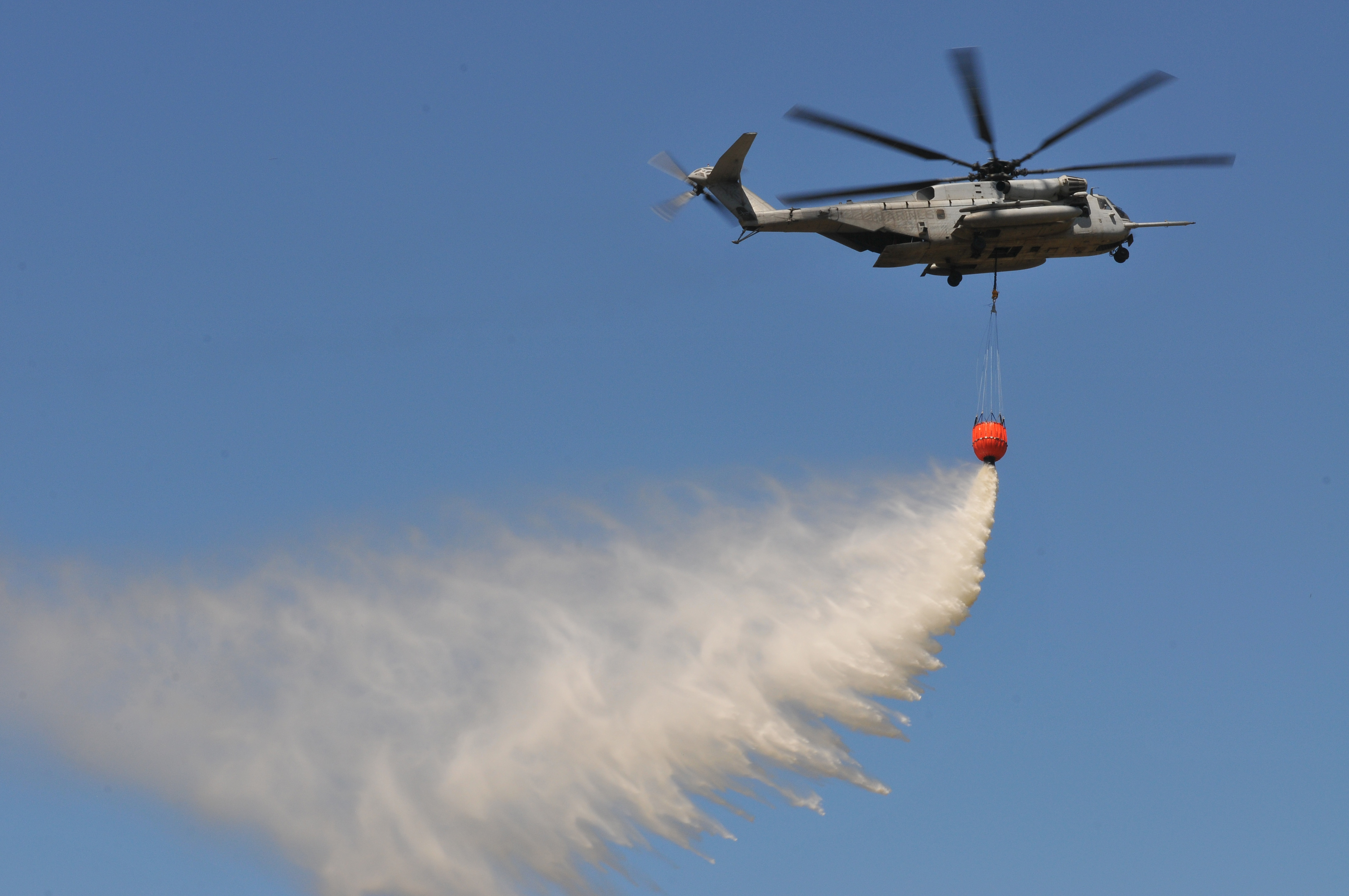
En Sikorsky CH-53 Sea Stallion som fäller vatten från en brandtunna.

En brandtunna är en behållare som hänger under en helikopter och används för att släppa vatten från luften vid brandbekämpning.

## Form och storlek
Tunnan kan vara formstabil eller mjuk (som en säck) och ha en volym av 300 liter upp till 10 000 liter (0,3–10 kubikmeter). Vilken storlek på tunna som kan användas avgörs av helikopterns lyftkapacitet.

## Användning
Tunnan har en öppning i botten som manövreras av besättningen och när helikoptern är över fällningsområdet öppnas tunnan och vattenbegjuter marken under. Hur stort fällningsområdet blir (mängden vatten per ytenhet) avgörs av den fart och höjd helikopter håller. Tunnan fylls genom att helikoptern hovrar över lämpligt vattensamling och sedan sänker tunnan under vattenytan. Till skillnad från vattenbombare kan vatten hämtas från praktiskt taget vilket vattendrag som helst, alltså nära brandområdet, vilket minskar omloppstiden mellan fällning och fyllning.

## Namn
Det är inte ovanligt att Bambi Bucket används för att referera till brandtunna. Det är dock ett varumärkesord för SEI Industries brandtunnor.